# Astragalus haussknechtii
Astragalus haussknechtii es una especie de planta del género Astragalus, de la familia de las leguminosas, orden Fabales.

## Distribución
Astragalus haussknechtii se distribuye por Turquía.

## Taxonomía
Fue descrita científicamente por Bunge.